# トゥラーティ駅
トゥラーティ (Turati) は、ミラノ地下鉄M3線の駅の一つで、3号線の開業と同じ年の1990年5月3日に完成した（トゥラーティ駅は当初の幹線にできた）。
駅は街の中心地区のフィリッポ・トゥラーティ通りのカヴール広場近くにあり、ヴェネツィア門の公共公園に隣接する。
他の全ての3号線の駅と同じく地下駅である。